# Аса (Жамбылская область)
Аса́ (ранее — Асса́, каз. Аса) — село в Казахстане, административный центр Жамбылского района Жамбылской области и Асинского сельского округа. 

## География
Село расположено на правом берегу реки Аса, в центральной части Жамбылского района, в 28 километрах к северо-западу от областного центра города Тараз. На территории села располагается станция Аса на железной дороге «Тараз — Жанатас». Соседние населённые пункты: Рахат в 600 метрах к северо-востоку, Кумтиын в 2 километрах к западу, Бирлесу-Енбек в 3 километрах к югу. Транспортное сообщение осуществляется по автодороге КН-2 «Тараз — Акколь — Саудакент». Высота центра населённого пункта — 511 метров над уровнем моря.
Климат холодно-умеренный, с хорошей влажностью. Среднегодовая температура воздуха положительная и составляет около +11,7°С. Среднемесячная температура воздуха в июле достигает +26,8°С. Среднемесячная температура января составляет около -3,2°С. Среднегодовое количество осадков составляет около 420 мм. Основная часть осадков выпадает в период с февраля по май.

## История
Населённый пункт был основан в периоде 1941—1942 гг. в связи с проложением железной дороги «Джамбул — Каратау». С 1973 года — районный центр. 

## Население
| Численность населения | Численность населения | Численность населения | Численность населения |
| 1989                  | 1999                  | 2009                  | 2019                  |
| --------------------- | --------------------- | --------------------- | --------------------- |
| 8189                  | ↘7868                 | ↗8640                 | ↘8326                 |

Процентное соотношение численно-преобладающих национальностей согласно переписи 1989 года:
| Национальность | Процентное соотношение |
| -------------- | ---------------------- |
| Казахи         | 60 %                   |
| Другие         | 40 %                   |

### Известные жители и уроженцы
В посёлке родился писатель-фантаст Ш. К. Алимбаев.